# Sarah Colonna
Sarah Noel Colonna (Wiesbaden, 29 de diciembre de 1974) es una comediante, actriz y escritora de comedia estadounidense.

## Primeros años
Nació en Wiesbaden, Alemania Occidental, pero creció en Farmington, Arkansas con su madre, que trabajaba como secretaria en una funeraria. Su padre era editor deportivo de un periódico de Los Ángeles. Su tío bisabuelo era Jerry Colonna. Asistió a la Universidad de Arkansas y luego se mudó a Los Ángeles en busca de una carrera en actuación. También trabajó como camarera antes de convertirse en artista.

## Filmografía

### Cine
- 2003: Tahití
- 2014: Back in the Day

### Series de Televisión
- 2003: Scare Tactics
- 2006: Breaking Up with Shannen Doherty
- 2007: Chelsea Lately
- 2011: After Lately
- 2015: Battle Creek
- 2018

ː Insatiable

### Telefilmes
- 2006: Stand Up or Sit Down Comedy Challenge
- 2009: Comedians of Chelsea Lately